# Alice Milliat
Pour les articles homonymes, voir Milliat.
Alice Million, épouse Milliat, née le 5 mai 1884 à Nantes et morte le 19 mai 1957 à Paris 12e, est une nageuse, hockeyeuse et rameuse française.

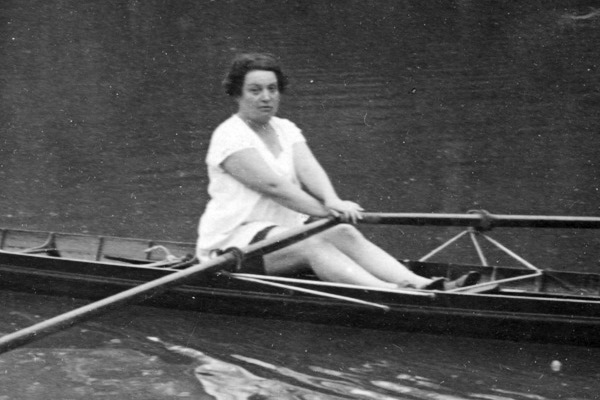
Alice Milliat pratiquant l'aviron.

Cofondatrice et présidente de la Fédération des sociétés féminines sportives de France, elle est aussi reconnue comme l'une des plus grandes militantes du combat pour la reconnaissance du sport féminin au niveau international.

## Biographie
Alice Joséphine Marie Million est née le 5 mai 1884 à Nantes (Loire-Atlantique, alors Loire-Inférieure). Ses parents, Édouard et Joséphine Million, tiennent une épicerie rue Guépin, dans le centre-ville de Nantes. À 19 ans, elle devient préceptrice des enfants d'une famille anglaise, découvre le sport qu'elle commence à pratiquer assidument, et voyage avec eux à travers le monde. Elle a tout juste 20 ans quand elle épouse à Londres, le 10 mai 1904, Joseph Milliat, un jeune Nantais employé de commerce, qui meurt quatre ans plus tard.
Bien que n'étant pas une sportive émérite depuis sa jeunesse, Alice Milliat choisit de se consacrer à l'aviron qu'elle pratique au Fémina Sport, club du 14e arrondissement de Paris, dont elle devient la présidente en 1915,. Elle est la première femme à remporter le brevet Audax rameur 80 km pour avoir réalisé cette distance dans une embarcation légère et dans le temps imposé.
Avant la fin de la Première Guerre mondiale, en décembre 1917, les responsables des clubs de sport féminins créent la Fédération des sociétés féminines sportives de France (FSFSF), qui regroupe des clubs déjà existants comme le Fémina Sport (1912) ou En Avant, autre club parisien (1912),,. Le docteur Raoul Baudet en est le premier président et Mme Surcouf la première présidente. Alice Milliat est tout d'abord trésorière, puis secrétaire générale en juin 1918 avant d'accéder à la présidence le 10 mars 1919.

### Militantisme en faveur du sport féminin
En 1919, Alice Milliat demande au Comité international olympique (CIO) d'inclure des épreuves féminines d'athlétisme lors des Jeux olympiques suivants, mais sa demande est refusée,. Parallèlement, la FSFSF étend son champ d'action avec l'organisation des premiers championnats de France féminins de football, et la création de championnats en basket-ball, cross-country, natation ou hockey sur gazon,. La première équipe de France féminine de football est fondée en 1920.
En mars 1921, Alice Milliat organise le meeting d'éducation physique féminin international à Monte-Carlo, où se rencontrent des représentantes de cinq pays : France, Grande-Bretagne, Italie, Norvège et Suède. Devant le succès rencontré, elle crée la Fédération sportive féminine internationale (FSFI), le 21 mars 1921,. Elle est élue présidente, et son domicile du 3 rue de Varenne à Paris devient le siège social de la Fédération.

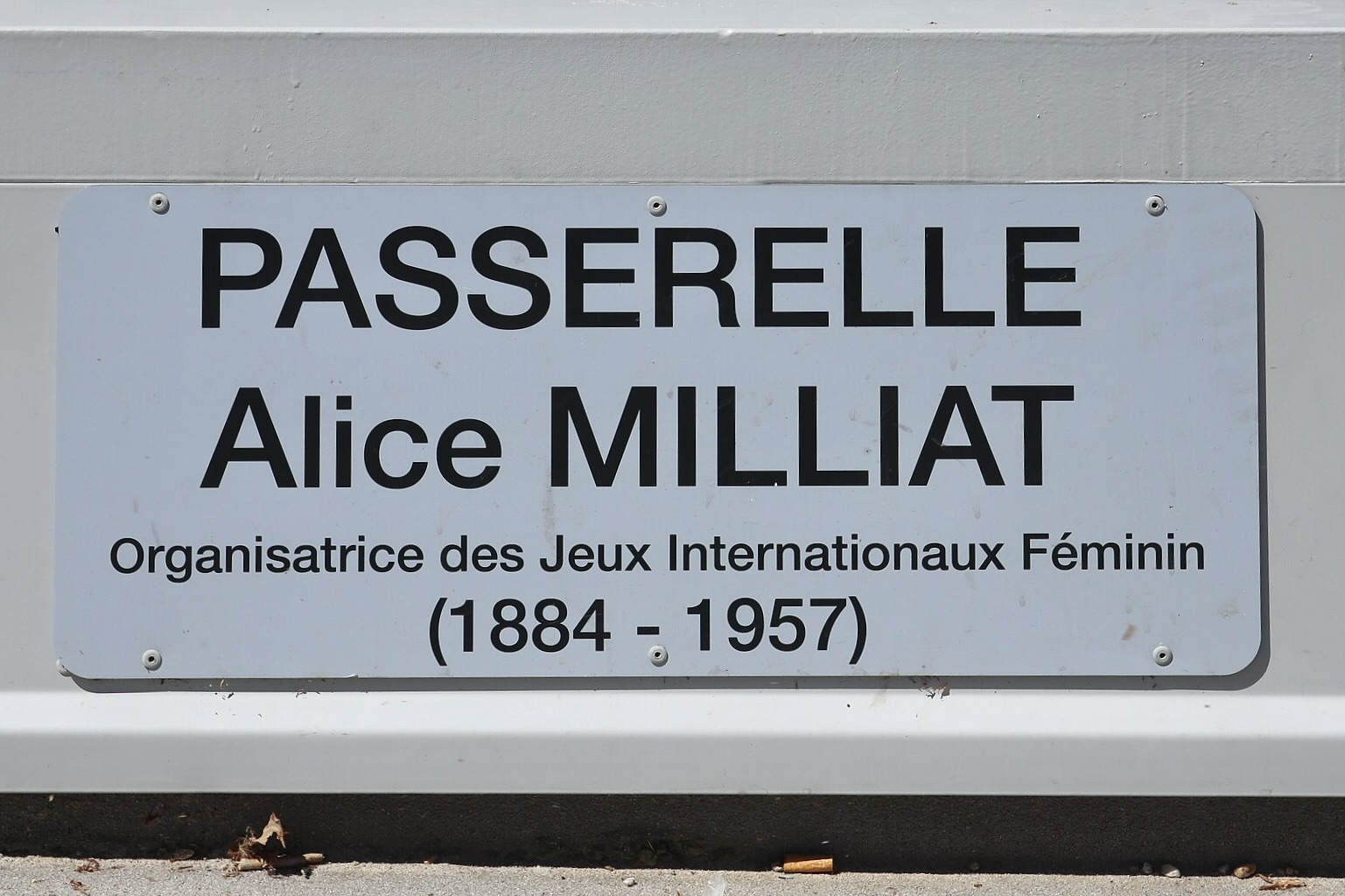
Plaque de la passerelle Alice-Milliat à Rennes.

La Fédération sportive féminine internationale participe à l'organisation de Jeux mondiaux féminins en alternance avec les Jeux olympiques. Les premiers s'ouvrent à Paris au stade Pershing le 20 août 1922,, soit deux ans avant les Jeux olympiques officiels. L’événement mobilise 20 000 personnes venues assister à ces jeux où se rencontrent des athlètes de cinq pays dans onze compétitions sportives. L'Association internationale des fédérations d'athlétisme (IAAF) décide face à ce succès, de créer une commission chargée de la mise en place de compétitions athlétiques féminines aux niveaux national et olympique en collaboration avec la FSFI.
Alice Milliat est ainsi à l'origine des premiers Jeux olympiques féminins, à une époque où les épreuves sportives au féminin sont jugées « inintéressantes, inesthétiques et incorrectes » par le Comité international olympique (CIO) de Pierre de Coubertin. Pour l'historien et pédagogue français, la femme est avant tout une reproductrice destinée à « couronner les vainqueurs ».
En 1926, la Suède accueille la seconde édition des Jeux olympiques. À partir des Jeux de 1928 à Amsterdam, l'athlétisme apparaît comme discipline olympique. Alice Milliat devient la première femme juge lors des épreuves d'athlétisme des hommes,. Toutefois, cette ouverture aux femmes lui semble trop partielle.

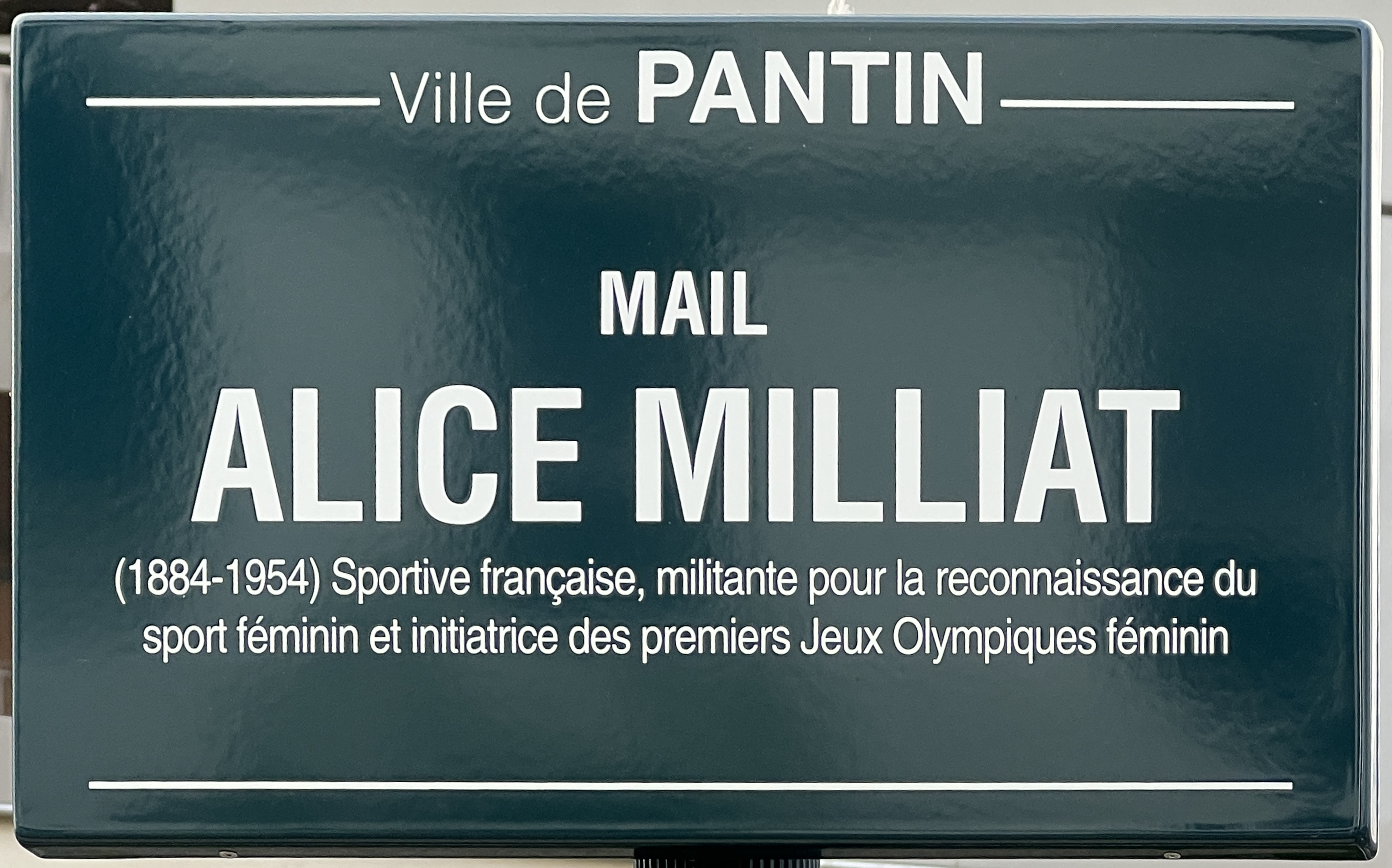

Le 19 mai 1930, elle renomme les jeux olympiques féminins en championnats du monde féminins, pour ménager la susceptibilité du CIO. En 1932, le CIO restreint le nombre d'épreuves ouvertes aux femmes, et les exclut des jurys. Le gouvernement cesse également de distribuer des subventions et la militante s'épuise à trouver de nouvelles sources de financement Ces jeux mondiaux perdurent jusqu'en 1936, date où l'IAAF intègre la FSFI dans ses structures et proclame leur fin, malgré sa demande d'organiser des jeux séparés tant que les femmes sont mises à l'écart de nombreuses compétitions,.
Alice Milliat, qui parle couramment trois langues, est la principale ambassadrice de la défense du sport féminin en Europe. Malade et décriée pour le lancement d'une loterie destinée à l'acquisition d'un terrain d'entraînement, elle se retire définitivement de la scène sportive en 1935. L'année suivante, la Fédération sportive féminine internationale (FSFI) disparaît de la scène internationale.
Selon le biographe Stéphane Gachet dans Alice Milliat, les 20 ans qui ont fondé le sport féminin, la militante, issue d'une formation de sténodactylo, accepte des travaux de secrétaire bilingue ou de traductrice jusqu'à la fin de sa vie.

### Mort
Veuve et sans enfant, Alice Milliat meurt le 19 mai 1957, dans le 12e arrondissement de Paris,. Elle est inhumée au cimetière Saint-Jacques dans le quartier sud de Nantes, dans la concession no 10990 de la famille Brevet, celle de sa mère. Son nom a longtemps été absent de sa sépulture, jusqu’à ce qu’en 2020, ses descendants collatéraux décident d’y apposer une plaque,.

## Postérité et hommages
En 1982, l'écrivain André Drevon lui consacre la biographie Alice Milliat, La pasionaria du sport féminin. 
À Nantes, sa ville de naissance, le Centre régional des œuvres universitaires et scolaires (CROUS) lui a dédié en 2016 sa résidence universitaire.
La postérité d'Alice Milliat se poursuit avec la Fondation Alice Milliat, qui a pour but de promouvoir le sport féminin en créant des événements à l’échelle européenne et en labellisant des projets œuvrant pour le sport féminin et la mixité. L’entité est fondée le 29 mars 2016 à l'INSEP, à l’occasion du lancement du « 11 Tricolore – la France au rendez-vous », en présence du Président de la République François Hollande.
En 2019, le Nantais Stéphane Gachet publie Alice Milliat, les 20 ans qui ont fondé le sport féminin.
Le 8 mars 2021, une statue d'Alice Milliat est mise en place dans le hall du Comité national olympique et sportif français (CNOSF) à Paris, aux côtés de celle de Pierre de Coubertin, dans le but de reconnaître et de saluer le travail d'Alice Milliat pour la juste reconnaissance du sport féminin.
En 2022, la réalisatrice Anne-Cécile Genre sort Les Incorrectes, documentaire sur Alice Milliat et les premiers Jeux mondiaux féminins.
En mai 2024, la Poste française émét un timbre commémoratif à l'effigie d'Alice Millat. D'usage courant, ce timbre est tiré en héliogravure à 594 000 exemplaires. Le travail de conception est dévolu à l'artiste Eloïse Oddos, également nantaise. 
Elle fait partie des dix statues de femmes présentées lors de la cérémonie d'ouverture des Jeux olympiques, avec l'avocate et féministe Gisèle Halimi, la philosophe et poétesse Christine de Pizan, l’exploratrice Jeanne Barret, l'écrivaine et révolutionnaire Olympe de Gouges, l’anarchiste Louise Michel, la réalisatrice Alice Guy, l’écrivaine Paulette Nardal, la philosophe Simone de Beauvoir et la femme politique Simone Veil, qui sont réinstallées le 26 juillet 2024 rue de la Chapelle.
Le nouveau lycée polyvalent de Pont-Château (Loire-Atlantique), inauguré le 4 septembre 2024, porte le nom d'Alice Milliat. Ainsi que l'espace Alice-Milliat, inauguré cette même année sur l'île de Nantes. C'est un design actif qui propose une intervention urbaine favorisant la pratique régulière d'activité physique quotidienne, dans le cadre du projet « Sport pour chacun, tous les jours .
Le 18 octobre 2024, le collège public de Blain, en Loire-Atlantique, est inauguré sous le nom d'Alice Millat.
Par ailleurs, plusieurs villes ont donné le nom « Alice-Millat » à une de leurs installations sportives : 
- une salle du stadium métropolitain Pierre-Quinon de Nantes ;
- un gymnase à Bordeaux ;
- un gymnase à Saint-Jacques-de-la-Lande, près de Rennes, où s'entraîne le club local de badminton[28] ;
- le fronton d’un gymnase du 14e arrondissement de Paris[29] ;
- le 24 juillet 2020, le Conseil de Paris délibère pour attribuer le nom d'Alice Milliat à la future Arena Porte de la Chapelle de 8 000 places qui accueillera des épreuves olympiques et paralympiques lors des Jeux olympiques d'été de 2024[30]. Toutefois, en juillet 2022, le Conseil de Paris vote l'attribution du nommage de la salle à Adidas. En contrepartie, le nom d'Alice Milliat est donné à l'esplanade devant l'Arena[31],[32] ;
- un gymnase en bois et paille dans le 7e arrondissement de Lyon[33] ;
- la piscine Alice-Milliat à Pantin[34] ;
- le 17 décembre 2022, son nom est attribué à la piscine Saint-Charles de Marseille ;
- la plus récente des piscines de la Communauté d'agglomération Porte de l'Isère, ouverte le 3 octobre 2022 et située à Bourgoin-Jallieu, a reçu le nom d'Alice Milliat à la suite d'un vote ouvert aux habitants du territoire[35],[36] ;
- au Relecq-Kerhuon, le gymnase de Kermadec a été renommé en son honneur en 2023[37] ;
- après des travaux de rénovation, en 2024 la piscine de Villeneuve-la-Garenne est rebaptisée en l'honneur d'Alice Milliat[38] ;
- à Lesneven (Finistère), une salle sportive inaugurée en 2026[39] ;
- un gymnase de Saint-Jean-de-Braye reçoit également son nom en 2024[40] ;
- la piscine de la communauté d'agglomération Val Parisis, située dans le département du Val d'Oise et inaugurée début 2024, porte également le nom d'Alice Milliat[41] ;
- le complexe sportif de la ville de Millau dans l’Aveyron, ouvert le 15 juin 2025, porte le nom d’Alice Milliat.

#### Revue de presse
- Bruno Alvarez, « JO 2024, Qui était Alice Milliat? », sur Ouest-France, 8 mars 2024
- Gautier Demouveaux, « Qui est Alice Milliat, la pionnière du sport féminin aux Jeux olympiques ? », sur Ouest-France, 6 août 2021
- Benoît Hopquin, « Alice Milliat, la pionnière des JO féminins enfin honorée », sur Le Monde, 18 février 2024
- Guillaume Battin, « "Elle a été complètement oubliée" : Alice Milliat, pionnière du sport féminin, enfin honorée par le comité olympique français », sur france info sport, 8 mars 2021
- Alain Constant, « « Les Incorrectes », sur Histoire TV : les combats d’Alice Milliat, pionnière du sport au féminin », sur Le Monde, 20 mai 2022
- Manon Vautier-Chollet, « "Une femme libre" : il y a 100 ans, la Française Alice Milliat créait les Jeux Olympiques féminins », sur France Inter, 20 août 2022
- Sandrine Gadet et Fabienne Béranger, « Cent ans avant Paris 2024, Alice Milliat pionnière de l'olympisme au féminin, "elle était d'une modernité absolument incroyable" », sur France 3 / France info, 9 mars 2024
- Lune Hornn, « Paris 2024. "Il y a plus de sponsors pour la blonde élancée". Des sportives réagissent au documentaire sur Alice Milliat », sur France 3 / France info, 17 mars 2024